# 1. FC Köln
1. FC Köln (volledige naam: 1. Fußball-Club Köln 01/07 e.V.) is een Duitse sportclub uit Keulen, die met ingang van het speelseizoen 2025-2026 is gepromoveerd naar de 1. Bundesliga.
De club ontstond op 13 februari 1948 door een fusie tussen Kölner BC 01 en SpVgg Sülz 07. Net als vele Duitse clubs is 1. FC Köln onderdeel van een grote sportclub met daarin andere sporten als handbal, tafeltennis en turnen. De club is een van de grootste ter wereld in ledenaantallen. Op 24 september 2024 had de club 140.000 leden. Daarmee staat ze in Duitsland op de 7e plek, en wereldwijd op de 10e plek.
In de jaren zestig was 1. FC Köln zeer succesvol. Na een landstitel in 1962 was Köln een van de zestien clubs die werden uitgekozen voor de eerste Bundesliga, en tegelijk weer kampioen werd. In het seizoen 1977/78 won de ploeg de dubbel. In de jaren tachtig ging de club langzaamaan achteruit, al wist de club in 1986 nog wel de finale van de UEFA Cup te bereiken. In seizoen 1997/98 degradeerde FC Köln voor het eerst naar de 2. Bundesliga. De club zou zelfs uitgroeien tot een liftploeg. FC Köln staat 10e in de eeuwige ranglijst van de Bundesliga, en 3e in de eeuwige ranglijst van de Oberliga West, de eerste klasse voor de Bundesliga.

## Geschiedenis
Tot aan de Tweede Wereldoorlog waren er in Keulen meerdere clubs die ongeveer even sterk waren. Zo waren er VfL Köln 1899, VfR Köln 04 (het latere Viktoria Köln), SV Mülheim, Kölner BC en SpVgg Sülz 07. Geen van deze clubs was sterk genoeg om echt te concurreren met de andere grote clubs uit de regio.
De eerste voorloper van 1. FC Köln, Kölner BC 01, werd opgericht op 6 juni 1901. In 1912 werd de club Duits kampioen en stootte zo door naar de nationale eindronde. De club werd in de kwartfinale afgemaakt door Karlsruher FV met 1-8. Sinds de jaren dertig speelde de club nog maar occasioneel op het hoogste niveau.
De andere voorloper van 1. FC Köln was SpVgg Sülz 07. In 1928 werden ze kampioen van Duitsland waardoor ze zich plaatsten voor de eindronde om de landstitel. In de eerste ronde werd Eintracht Frankfurt met 3-1 opzij gezet, maar in de kwartfinale werden ze verslagen door FC Bayern München met 5-2. In 1933 werd het voetbal gereorganiseerd en werd de Gauliga ingevoerd als hoogste klasse. Er waren zestien divisies en Sülz ging in de Gauliga Mittelrhein spelen. De club boekte behoorlijk wat succes en werd in 1938/39 kampioen. Hierdoor plaatste de club zich voor de eindronde om de landstitel, maar werd daar in de groepsfase uitgeschakeld. In 1941 werd de Gauliga Mittelrhein opgesplitst in de Gauliga Köln-Aachen en de Gauliga Moselland met daarin ook ploegen uit het bezette Luxemburg. In 1944 moest de club omwille van de oorlog een tijdelijke fusie aangaan met VfL 99 en werd kampioen. In de kwalificatieronde van de landstitel werd de club uitgeschakeld.

### Een succesvolle nieuwe club
1. FC Köln werd opgericht in 1948 na de fusie van de twee bovenstaande clubs, ondanks een (milde) rivaliteit tussen de twee fusieclubs. De ploeg begon in de Oberliga West, een van de vijf hoogste klassen, vanaf het seizoen 1949/50. Na een tweede plaats in 1952/53 plaatste de club zich voor de eindronde die nu in twee groepen van vier clubs en werd derde. Het volgende seizoen werd de club weer Oberliga-kampioen en werd tweede in de eindronde. In datzelfde jaar 1954 verloor de ploeg de bekerfinale tegen VfB Stuttgart. Pas vier jaar later plaatste de club zich nog eens voor de eindronde. Dat presteerde Köln vanaf 1958 6 maal achtereen, eerst als tweede, daarna met vier Oberliga-kampioenschappen achterelkaar. In 1959/60 kon de club voor het eerst plaatsen voor de finale om de Duitse landstitel die het met 3-2 verloor van HSV. In 1961 speelde Köln voor het eerst Europees, maar werd in de eerste ronde uitgeschakeld door Internazionale.
In 1961/62 werd de club voor de eerste keer landskampioen doordat de finale met 4-0 gewonnen werd van 1. FC Nürnberg. In de Europacup I kreeg de club in de eerste ronde een 8-1 pandoering van het Schotse Dundee FC en was meteen uitgeschakeld. Door de uitstekende noteringen werd 1. FC Köln vanzelfsprekend geselecteerd voor de eerste Bundesliga, die in 1963 van start ging. Men werd in 1964 zelfs de eerste kampioen van de nieuwe competitie.
In 1965 haalde de ploeg de kwartfinale van de Europa Cup 1, waarin zij speelde tegen Liverpool FC. Na twee maal een 0-0 moest een derde wedstrijd de beslissing brengen. Deze wedstrijd in het Feyenoord-stadion in Rotterdam eindigde ook in een gelijkspel, 2-2. Aangezien er nog geen penalty's waren geïntroduceerd werd de winnaar bepaald door middel van het tossen met een muntstuk. In plaats van een munt gebruikte de Belgische arbiter een blokje hout. Zelfs de eerste toss bleef gelijk: het opgegooide blokje bleef op zijn kant in het gras steken. Helaas voor 1. FC Köln werd de tweede toss verloren.
In het roemruchte verleden is de ploeg door twee Nederlandse trainers gecoacht, te weten Rinus Michels en Huub Stevens.
Dieptepunt in de historie van de club is het feit dat de ploeg het langst achtereen niet heeft gescoord in de Bundesliga. In 2002 moesten de fans 1034 minuten (bijna twaalf wedstrijden) wachten op een goal van hun club.
In de beginjaren van de Bundesliga, 1. FC Köln (bij hun fans afgekort met 'FC') was Köln de club die de meeste punten haalde. Echter, in het begin van de jaren negentig werden de prestaties minder en dit leidde tot de 1e degradatie in 1998. In de laatste jaren is de ploeg een aantal maal gepromoveerd en daarna weer gedegradeerd. In 2005 promoveerde de ploeg weer naar de Bundesliga. 1. FC Köln degradeerde na één jaar weer naar de 2. Bundesliga. Ster in dat team was Lukas Podolski, die door zijn goede seizoen werd getransfereerd naar FC Bayern München.

### 2006-2009: Terugkeer naar de Bundesliga onder Christoph Daum
| 2006/07                                      | 2. Bundesliga | 9e  | Achtste Finale |  |
| 2007/08                                      | 2. Bundesliga | 3e  | Eerste ronde   |  |
| 2008/09                                      | Bundesliga    | 12e | Tweede ronde   |  |
| Groene arcering: Promotie naar de Bundesliga |               |     |                |  |

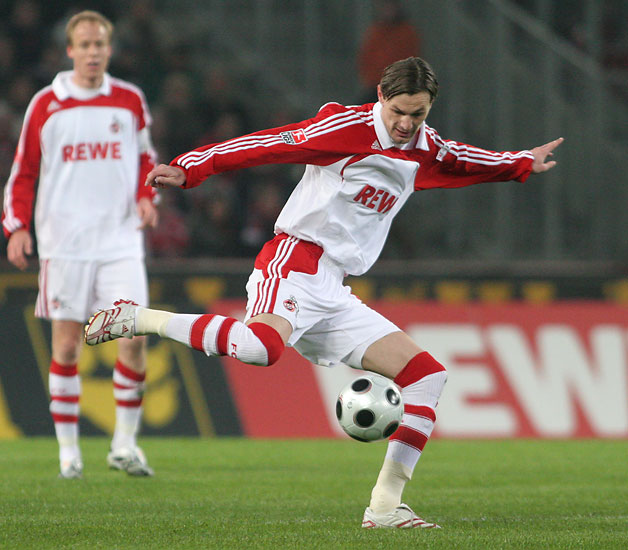
Milivoje Novakovič, zes seizoenen lang een betrouwbare spits

Net zoals in voorgaande degradaties stond het begin van het seizoen 2006/07 in het teken van veel wijzigingen in het team. Maar liefst 18 spelers vertrokken naar een andere club, en 14 nieuwe spelers werden gehaald. Onder de nieuwkomers zaten onder andere Thomas Broich en Fabrice Ehret, die gezamenlijk ongeveer 180 wedstrijden voor de club zouden gaan spelen. De belangrijkste aanwinst was echter de Sloveense Spits Milivoje Novakovič die in zijn gehele periode bij 1. FC Köln 176 wedstrijden zou spelen, waarin hij 82 doelpunten wist te maken.
Ondanks een goede start in de eerste seizoenshelft stond de club niet op de beoogde positie die recht zou geven op promotie. Na een 0-1 thuisnederlaag tegen Erzgebirge Aue werd coach Latour ontslagen. Keeperscoach Holger Gehrke nam op interim-basis het team onder zijn hoede, waarna hij op 27 november 2006 werd opgevolgd door Christoph Daum. De trainer die de club eerder trainde in de periode 1986-1990 werd aangesteld om promotie af te dwingen. Echter verliep de tweede seizoenshelft dusdanig teleurstellend dat de club zelfs haar grootste nederlaag op het tweede niveau leed: 0-5 tegen Rot-Weiss Essen. Met een negende plek had de club haar doel om te promoveren met afstand niet gehaald. In het bekertoernooi liet het team wel zien over potentie te beschikken door onder andere Schalke 04 in de tweede ronde met 4-2 te verslaan. Uiteindelijk strandde de club in de achtste finale tegen Eintracht Frankfurt.

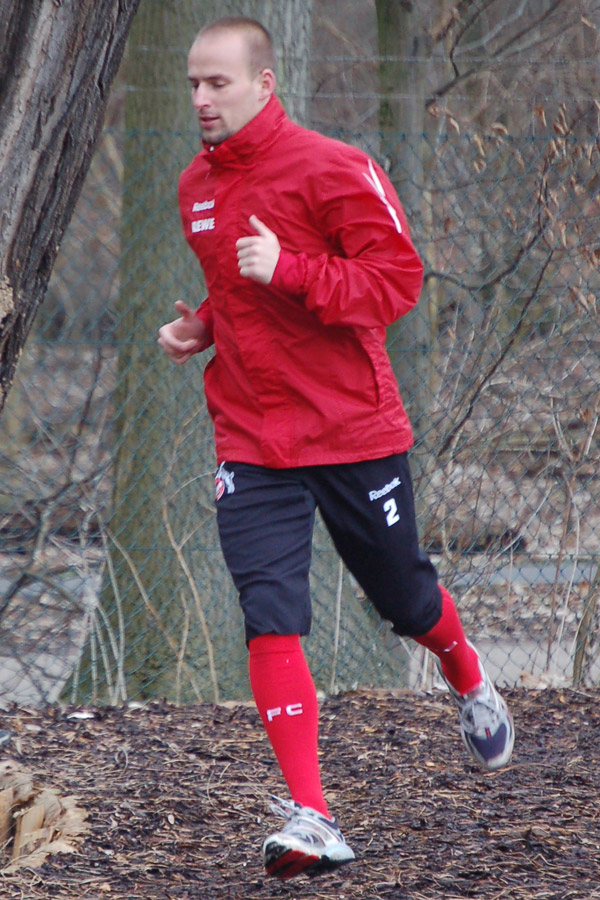
Mišo Brečko speelde 206 wedstrijden voor de club

Ondanks een teleurstellende eindstand kondigde trainer Christoph Daum zijn contract tot 2010 uit te zitten, mits de club in het nieuwe seizoen 2007/08 zou promoveren. Om het team te versterken diende Daum enkele verzoeken in die door de club gehonoreerd werden. De club haalde onder andere de Colombiaanse keeper Faryd Mondragón en verdediger Ümit Özat, met wie Daum ook in Turkije had gewerkt. Daarnaast volgden Kevin McKenna en Youssef Mohamad die beiden (respectievelijk 140 & 120 wedstrijden voor de club) uitgroeiden tot belangrijke basiskrachten in het team.
Na een wisselvalig seizoen dat begon met een bekernederlaag in de eerste ronde tegen het tweede team van Werder Bremen, werd op de voorlaatste speeldag door een 2-0 overwinning op Mainz 05 de derde plek veilig gespeeld. Belangrijke bijdrage aan de promotie hadden de spitsen Milivoje Novakovic (topscorer met 20 goals) en Patrick Helmes (17 goals). Van de vijf promoties is dit de slechtste uit de clubgeschiedenis. Naast dat de club slechts op de derde plek eindigde, wist het ook maar 60 punten te verzamelen en volgde de nummer 4 (wat geen promotie zou betekenen) op slechts 2 punten.
Seizoen 2008/09 was een solide Bundesliga-seizoen voor de club, ondanks het vertrek van spits Helmes naar Bayer 04 Leverkusen. Met het aantrekken van Petit en Pedro Geromel werden echter twee, wat later bleek, goede spelers aangetrokken. Ook werd rechtsback Mišo Brečko gehaald, wie uiteindelijk 206 wedstrijden voor Köln zou gaan spelen. De club eindigde op een twaalfde plek, en wist voor het eerst sinds 2000/01 na een promotie in de Bundesliga te blijven. Novakovic bleek ook op het hoogste niveau het net te kunnen vinden en wist 16 keer te scoren. Aan het einde van het seizoen vertrok trainer Christoph Daum verrassend naar Fenerbahçe. Hij maakte gebruik van een speciale vertrekclausule die was opgenomen in zijn contract.

### 2009-2013: Van Bundesliga-middenmoter naar vijfde degradatie
| 2009/10                                         | Bundesliga    | 13e | Kwartfinale  |  |
| 2010/11                                         | Bundesliga    | 10e | Tweede ronde |  |
| 2011/12                                         | Bundesliga    | 17e | Tweede ronde |  |
| 2012/13                                         | 2. Bundesliga | 5e  | Tweede ronde |  |
| Rode arcering: Degradatie naar de 2. Bundesliga |               |     |              |  |

Bij aanvang van het seizoen 2009/10 keerde international Lukas Podolski terug naar Keulen. De club betaalde Bayern Munchen exact hetzelfde bedrag als waarvoor hij twee jaar terug voor verkocht werd. Met een bedrag van € 10.000.000 is Podolski de duurste aankoop uit de historie van 1. FC Köln. Als nieuwe trainer werd Zvonimir Soldo aangesteld. Om aan degradatie te ontsnappen werden er in de winterstop verschillende spelers gehuurd, vooral de vleugelaanvaller Zoran Tošić werd een belangrijke troef binnen het team en nam 5 van de slechts 33 doelpunten die Köln dit seizoen maakte voor zijn rekening. De club wist op een dertiende plaats in de competitie te eindigen met een vooral defensief ingestelde tactiek, wat mede het lage aantal doelpunten verklaarde. Dit betekende dat de club voor het eerst sinds de eerste degradatie in 1998 meer dan twee seizoenen in de Bundesliga zou spelen. In het bekertoernooi strandde Köln in de kwartfinale na een verlies tegen FC Augsburg.
Na een teleurstellende start van het seizoen 2010/11, met als opmerkelijkste aanwinsten Martin Lanig en Mato Jajalo, werd trainer Soldo in oktober 2010 ontslagen. In negen wedstrijden wist hij slechts eenmaal te winnen, waardoor de club genoodzaakt was hem te vervangen door voormalig onder 23 trainer Frank Schaefer. In november volgde het ontslag van Michael Meier als sport directeur van de club, zijn opvolger zou Volker Finke worden. Zijn eerste wapenfeit was het verkopen van flops Tomoaki Makino en Wilfried Sanou. Ook verving hij de vertrekkende keeper Faryd Mondragon met het aantrekken van Michael Rensing. In de tussentijd benoemde Schaefer Lukas Podolski als de nieuwe aanvoerder van het team, die de band overnam van Youssef Mohamad. Na een 1-4 nederlaag bij VfL Wolfsburg verkeerde Köln opnieuw in degradatie problemen. Dit deed Schaefer besluiten om een stap terug te doen, waardoor Finke als interim-coach de laatste wedstrijden voor zijn rekening zou nemen. Door de laatste drie wedstrijden te winnen wist de club zich te handhaven en eindigde het zelfs op een tiende plek.

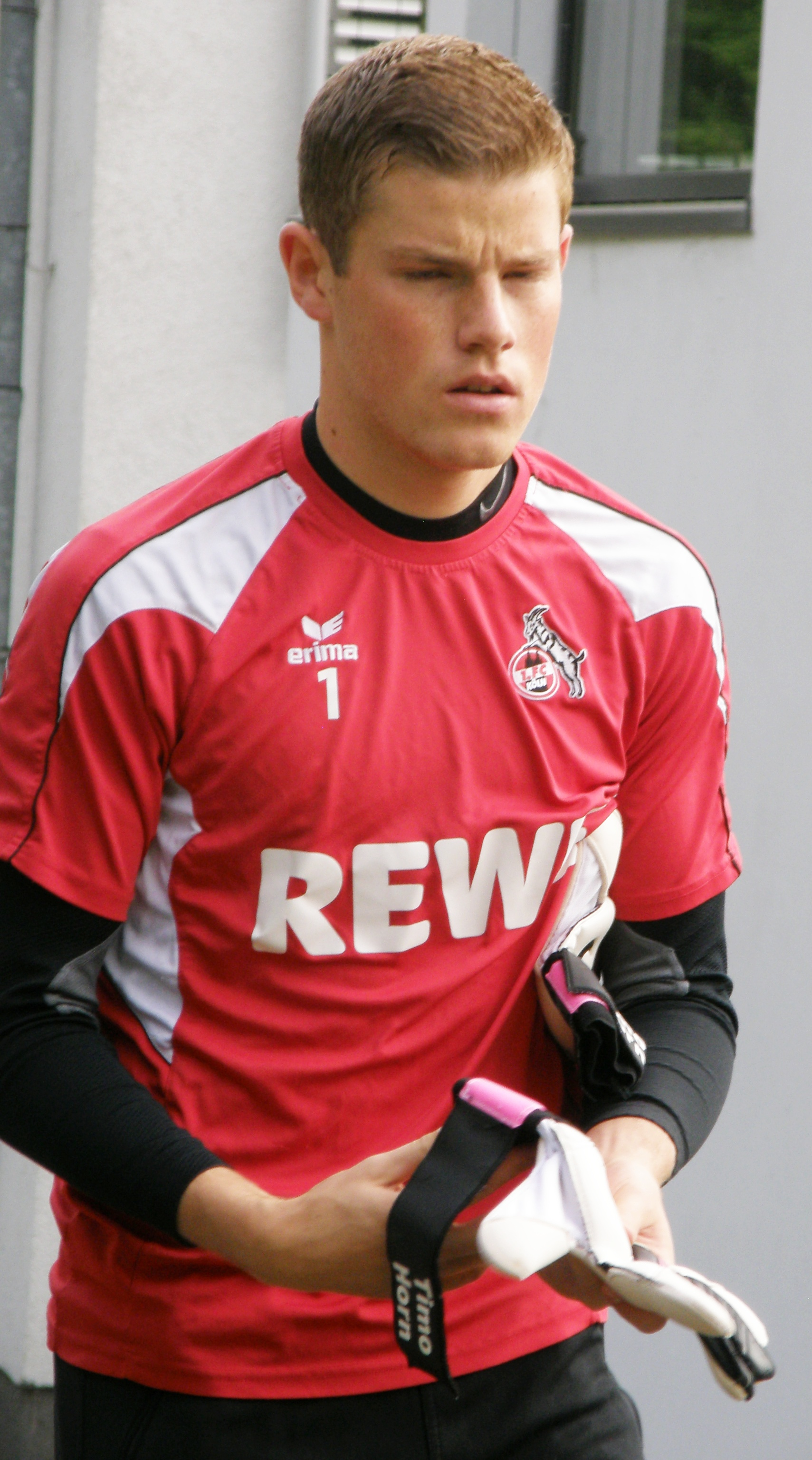
Timo Horn, werd in seizoen 2012/13 eerste keeper

Met het vertrek van Fabrice Ehret en Youssef Mohamad verloor 1. FC Köln aan het begin van seizoen 2011/12 twee belangrijke basisspelers wier vertrek, wat later bleek, niet goed opgevangen kon worden. Van de nieuwe aankopen wist slechts Sascha Riether zich tot basisspeler te ontwikkelen. Naast dit feit bleek de tactiek van de nieuwe Noorse coach Ståle Solbakken hopeloos te falen, wat uiteindelijk zou leiden tot de vijfde degradatie van de club. In het begin van het seizoen had het bestuur van de club echter een goede hoop voor het komende seizoen. De Solbakkens tactiek leek in eerste instantie zijn vruchten af te werpen met een 4-1 overwinning op Leverkusen, echter zou al snel grote nederlagen tegen Borussia Dortmund (1-6 & 0-5) en Schalke 04 (1-4 & 1-5) volgen. Na een 4-0 verlies tegen Mainz werd Solbakken ontslagen en opgevolgd door Frank Schaefer, die zelf een seizoen eerder een stap terug deed. In het bestuur volgden ook sancties met het ontslaan van Volker Finke als sportief directeur. De wijzigingen konden echter niet het gewenste effect bereiken en tijdens de laatste wedstrijd tegen Bayern Munchen werd met een 1-4 nederlaag degradatie een feit. In het seizoen wist Lukas Podolski nog wel 18 doelpunten te maken, en verliet aan het einde van het seizoen de club voor Arsenal FC dat 12 miljoen voor hem betaalde, de hoogste transfersom dat de club ooit ontving in haar historie.
Ook op managementniveau verliep het seizoen onrustig. Op de algemene vergadering in november 2011 besloot het Raad van Bestuur om president Wolfgang Overath uit zijn functie te ontheffen. In april 2012 kozen de clubleden Werner Spinner als nieuwe president. Als nieuwe vice presidenten werden icoon Harald 'Toni' Schumacher en de voorzitter van het Festkomitee Kölner Karneval, Markus Ritterbach gekozen.
In mei 2012 werd Holger Stanislawski als nieuwe hoofdtrainer aangesteld voor het seizoen 2012/13. Naast Podolski vertrokken ook basisspelers Novakovič en Petit. Als vervangers werden onder andere Matthias Lehmann, Anthony Ujah, Dominic Maroh en Kevin Wimmer gehaald, wie allen zouden uitgroeien tot basisspeler. In het doel werd Timo Horn als eerste keeper gekozen, hoewel de zelf opgeleide speler al langer bij de selectie zat, werd dit zijn eerste seizoen als vaste keuze onder de lat. Daarnaast werd vanuit het tweede team linksback Jonas Hector overgeheveld naar het eerste team. Het begin van het seizoen begon teleurstellend met een reeks van 6 wedstrijden waarin niet gewonnen werd en slechts 2 punten gehaald zouden worden. Gedurende het seizoen wist het team zich echtere te stabiliseren en stond het op de 27e speelronde op de derde plek, waarmee ze in aanmerking zouden komen voor play-offs om promotie. Deze plek wisten ze echter niet vast te houden en werd het seizoen op een vijfde plek afgesloten. In het bekertoernooi wist de club tot de tweede ronde te reiken, waarin het verslagen werd door VfB Stuttgart. Op 30 juni 2013 kwamen de club en trainer Stanislawski er gezamenlijk uit om het contract vroegtijdig te onderbreken.

### 2013-2017: Tijdperk Peter Stöger
| 2013/14                                      | 2. Bundesliga | 1e  | Laatste 16     |  |
| 2014/15                                      | Bundesliga    | 12e | Laatste 16     |  |
| 2015/16                                      | Bundesliga    | 9e  | Tweede ronde   |  |
| 2016/17                                      | Bundesliga    | 5e  | Achtste finale |  |
| Groene arcering: Promotie naar de Bundesliga |               |     |                |  |

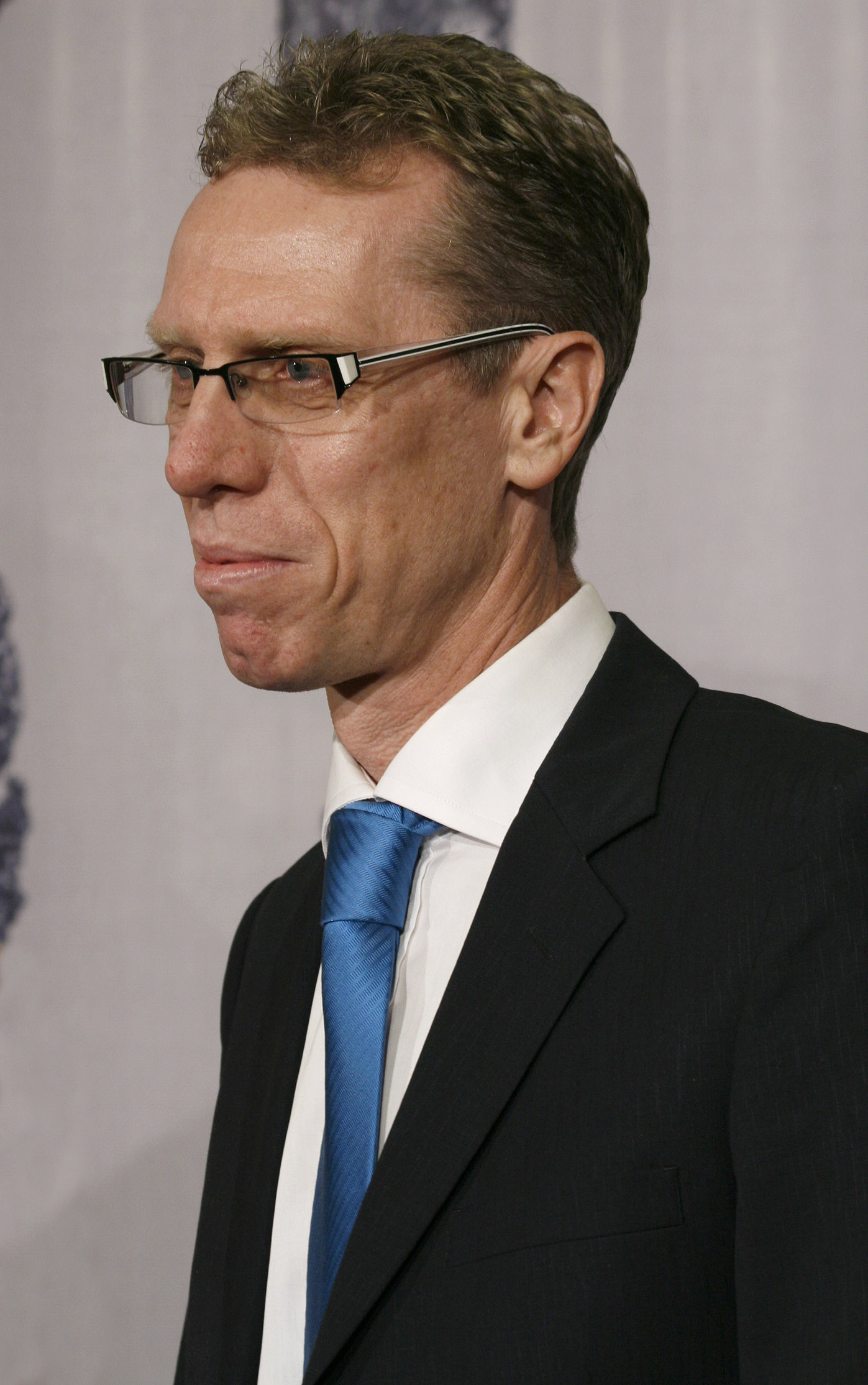
Peter Stöger, werd trainer in 2013/14

In juni 2013 werd de Oostenrijkse trainer Peter Stöger gepresenteerd als de nieuwe trainer die promotie naar de Bundesliga moest bewerkstelligen. In het voorgaande seizoen wist hij met Austria Wien kampioen van de Oostenrijkse Bundesliga te worden. Naast een nieuwe trainer, werd Jörg Schmadtke als manager sport aangesteld om de club verder te kunnen helpen. De eerste nieuwe spelers die in het seizoen 2013/14 werden gehaald waren Marcel Risse van 1. FSV Mainz 05, en de eigen opgeleide Yannick Gerhardt. Patrick Helmes keerde in de zevende speelronde, als eigen opgeleide speler, na vijf jaar terug als eerste spits van het team. De club begon het seizoen goed en wist zich tot herfstkampioen te kronen, met 8 punten voorsprong op de derde plek (een plek wat geen directe promotie oplevert). Ook in de tweede seizoenshelft wist het team consistent goede prestaties neer te zetten, met als hoogtepunt de 3-1 overwinning op VfL Bochum op paasmaandag. Dit betekende dat het team in de 31e speelronde zich tot kampioen van de 2. Bundesliga mocht kronen, voor de derde maal in de historie van het team. De spitsen Helmes en Anthony Ujah waren met respectievelijk 12 en 11 doelpunten belangrijk in het kampioenschap, maar ook de defensie wist met slechts 20 tegendoelpunten een 2. Bundesliga record te vestigen. Gedurende het seizoen werden de wedstrijden van Köln door gemiddeld 46.187 toeschouwers bezocht, waarmee tevens een 2. Bundesliga werd gevestigd. In de strijd om de DFB-Pokal werd de club in de achtste finale door HSV uitgeschakeld.

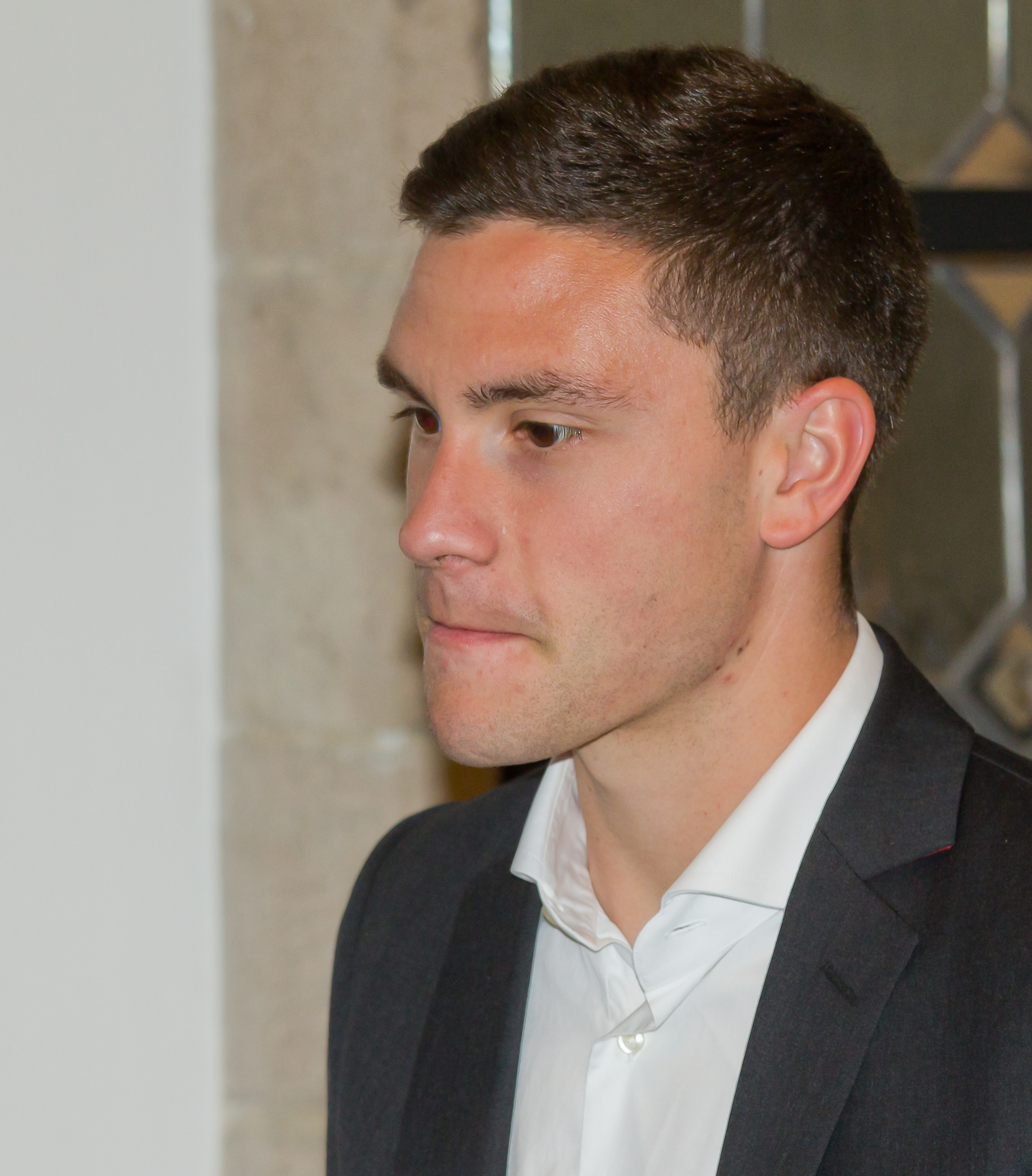
Jonas Hector groeide uit tot Duits international

Het seizoen 2014/15 zou het eerste seizoen in de Bundesliga worden sinds twee jaar. Patrick Helmes kwam als gevolg van een blessure nauwelijks aan spelen toe, en zou uiteindelijk zijn carrière als profvoetballer gedurende het seizoen moeten stoppen. Het team werd onder andere versterkt met de aanvallers Simon Zoller en Yuya Osako, op het middenveld werd Kevin Vogt van FC Augsburg gehaald. Met een defensieve en op counter gerichte tactiek wist de club in het begin van het seizoen weinig punten te pakken, en wist het in eigen huis alleen Borussia Dortmund te verslaan. In de tweede seizoenshelft werd vervolgens stappen gezet om degradatie te voorkomen. In eigen huis werd niet meer verloren en werden er 15 punten gepakt. Hoewel Köln nooit in direct degradatiegevaar verkeerde, werd pas op de 32e speeldag handhaving gerealiseerd door FC Schalke 04 met 2-0 thuis te verslaan. Met 40 punten wist de ploeg als 12e in de Bundesliga te eindigen. In het bekertoernooi wist de ploeg, net als het voorgaande jaar, de achtste finale te bereiken waarin werd verloren van SC Freiburg.
Bij aanvang van het seizoen 2015/16 werden dragende krachten als Kevin Wimmer (met € 7.000.000, de derde duurste transferopbrengst van de club) en Anthony Ujah (€ 4.500.000) door prima prestaties verkocht aan respectievelijk Tottenham Hotspur en Werder Bremen. Als vervangers werden onder andere Anthony Modeste van Hoffenheim en Dominique Heintz van 1. FC Kaiserslautern gehaald. Met een bedrag van € 4.5 miljoen werd Modeste hiermee de op een na duurste aankoop in de clubgeschiedenis. De spits liet zich direct gelden en wist in de DFB-Pokal wedstrijd tegen SV Meppen (4-0) al na 45 seconden te scoren, het snelste bekerdoelpunt uit de historie van de club. Ditmaal werd de club echter al in de tweede ronde door Werder Bremen uitgeschakeld. Aan het begin van het jaar 2016 mocht Köln het 75.000 lid van de club verwelkomen. Na een 4-1 overwinning in de 31e speelronde op SV Darmstadt 98 wist Köln zich voor een tweede jaar op rij te verzekeren van handhaving. Uiteindelijk eindigde de club op de negende pek, wat de beste eindstand in 24 jaar betekende. Met 15 doelpunten wist Anthony Modeste zich te kronen tot clubtopscoorder.
Seizoen 2016/17 was het 46e Bundesliga-seizoen voor 1. FC Köln. In een vroeg stadium werden onder anderen Marco Höger en Konstantin Rausch vastgelegd, daar tegenover stond het vertrek van Yannick Gerhardt naar VfL Wolfsburg. Gedurende het seizoen 2015/16 groeide de vaste linksback van de club, Jonas Hector, uit tot vaste waarde van het nationale elftal van Duitsland. Hij was zodoende lid van de selectie op het EK 2016. Andere internationals van de club die deelnamen aan het toernooi waren Mërgim Mavraj voor Albanië en de voor het toernooi verkochte Dušan Švento namens Slowakije. De club begon het seizoen met een 2-0 overwinning op SV Darmstadt 98, nadat het eerder met 7-0 in de beker was gewonnen van BFC Preussen. Op 16 september wist de club met 3-0 te winnen van SC Freiburg, waardoor de club voor het eerst in 20 jaar zich koploper van de Bundesliga mocht noemen. Uiteindelijk eindigde Köln op de vijfde plaats in de eindrangschikking, met evenveel punten (49) als Hertha BSC maar een beter doelsaldo.
Na een dramatische start van het seizoen 2017/18 trok Köln de clubloze veteraan Claudio Pizarro (39) aan. De Peruviaan, op dat moment goed voor 191 doelpunten in de Duitse hoogste divisie, zat zonder club nadat Werder Bremen zijn contract niet had verlengd. De ploeg van Stöger stond na zeven speelronden stijf onderaan, met slechts één schamel puntje, waardoor de positie van de trainer steeds meer onder druk kwam te staan. De clubleiding hield de Oostenrijker aanvankelijk de hand boven het hoofd. "Ik ben er geen fan van om van de ene op de andere dag van trainer te wisselen, alleen maar om sommige mensen een plezier te doen", aldus technisch directeur Schmadtke weten. Op 3 december kreeg hij echter alsnog zijn ontslag bij de hekkensluiter. Hij werd opgevolgd door Stefan Ruthenbeck, die tot dat moment de ploeg onder negentien trainde. Stöger was na Andries Jonker, Carlo Ancelotti en Alexander Nouri de vierde trainer in de Bundesliga die werd ontslagen in het seizoen 2017/18. Hij slaagde niet in zijn voornaamste opdracht: Köln behouden voor de hoogste divisie. Het doek viel op 28 april 2018, toen FC Köln met 3-2 onderuit ging bij SC Freiburg. Lang duurde het verblijf in de 2. Bundesliga echter niet, want in het seizoen 2018/19 veroverde FC Köln de titel en werd opnieuw promotie naar de Bundesliga bewerkstelligd.
FC Köln begon rampzalig aan het seizoen 2019/20. Na speeldag 11 stond de club op een voorlaatste plaats met 7 punten op 33. Het bestuur ruilde trainer Achim Beierlozer voor Markus Gisdol. Hij trok met spelers als Jan Thielmann, Noah Katterbach en Ismail Jakobs de kaart van de jeugd. Met 4 overwinningen op rij, klom het uit de degradatiezone. Bij het voorlopig stopzetten van de competitie wegens de Coronacrisis in Duitsland, stond FC Keulen op een tiende plaats. Spelers Niklas Hauptmann en Ismail Jakobs en een fysiotherapeut testten positief op corona. Drie dagen later vond een nieuwe test plaats. Niemand werd toen positief bevonden. Na de coronapauze lukte het opnieuw voor geen meter. Met amper 4 punten op 27 en een 6-1 nederlaag tegen Werder Bremen op de laatste speeldag, sloot Keulen troosteloos het seizoen af op een 14de plaats.

### Vorig seizoen
FC Köln is een van de degradatiekandidaten van het seizoen 2020-2021 en begon het seizoen bijzonder slecht. Pas op de 9de speeldag behaalde de club zijn eerste overwinning. Tegen Borussia Dortmund werd het 1-2 dankzij 2 doelpunten van Ellyes Skhiri. De eerste thuisoverwinning kwam er op speeldag 19 na een 3-1 overwinning tegen Arminia Bielefeld. In de 8ste finale van de bekercompetitie verloor Keulen van tweedeklasser Regensburg na strafschoppen. FC Keulen heeft vooral een probleem voorin. Door een blessure van Sebastian Andersson en ondermaats presteren van Anthony Modeste speelde Keulen heel wat matchen zonder echte spitsen. Ook nieuwe spits Emmanuel Dennis, die in januari 2021 bij de club kwam, vond het doel niet en kreeg geen basisplaats. Op 11 april 2021 werd de samenwerking met hoofdtrainer Markus Gisdol en co-trainer Frank Kaspari stopgezet. Dit gebeurde na het 2-3 verlies tegen Mainz op de 28ste speeldag. Keulen stond na deze wedstrijd voorlaatste met 3 punten minder dan de 16de. Friedhelm Funkel, die al sinds begin 2020 met pensioen was, werd een dag later aangesteld als nieuwe hoofdcoach tot het einde van het seizoen. Volgens Duitse media zou hiermee een bedrag van € 200.000 à 250.000 mee gemoeid zijn. Coach Funkel behaalde al op zijn 2de wedstrijd zijn eerste overwinning met Keulen. Op de 30ste speeldag won het thuis met 2-1 van Leipzig. Jonas Hector scoorde de 2 Keulse doelpunten, een "Doppelpack". FC Köln eindigde het seizoen uiteindelijk op de 16de plaats en won de play-offs tegen 2de Bundesligist Holstein Kiel voor een plaats in de 1ste Bundesliga.

### Degradatie
Ook in het seizoen 21/22 wordt voor FC Köln een plaats in de onderste regionen verwacht. Het spelsysteem van trainer Baumgart inspireerde de spelers. Keulen stond na de heenronde, i.e. na 17 wedstrijden op een 8ste plaats met 25 punten en eindigde het seizoen als 7e waardoor het zich plaatste voor de UEFA Europa Conference League. In de Conference League bereikte Köln de groepsfase door MOL Fehérvár FC te verslaan. In de groepsfase eindigde het op de derde plaats, voor 1. FC Slovácko en achter OGC Nice en FK Partizan, waardoor Köln was uitgeschakeld. In de Bundesliga handhaafde Köln zich, waardoor het ook in het seizoen 2023/24 op het hoogste niveau uitkwam. In het seizoen dat volgde, degradeerde de club direct vanwege een zeventiende plaats in de competitie.

### Directe terugkeer uit de 2. Bundesliga
Effzeh kende een moeizame start op het tweede niveau tijdens het seizoen 2024/25. Na 10 speeldagen stond de club slechts 12e in het klassement. FC Köln wist de situatie echter om te keren en stond na 20 speeldagen op de eerste plek. Op speeldag 29 stond FC Köln tweede op 1 punt van Hamburger SV. In de laatste wedstrijden bleven ze op de tweede plaats achter het inmiddels gepromoveerde Hamburger SV. In de slotronde hebben ze nog 1 punt nodig om tevens te promoveren. Op zondag 18 mei 2025 won FC Köln met 4-0 thuis van 1. FC Kaiserslautern op de slotspeeldag en verzekerde daarmee de promotie naar de Bundesliga. Aangezien HSV met 3-2 verloor op het veld van SpVgg Greuther Fürth werd FC Köln ook nog kampioen van de 2. Bundesliga.

## Erelijst
| Nationaal               |    |                                             |
| Bundesliga              | 3x | 1961/62, 1963/64, 1977/78                   |
| 2. Bundesliga           | 5x | 1999/00, 2004/05, 2013/14, 2018/19, 2024/25 |
| DFB-Pokal               | 4x | 1968, 1977, 1978, 1983                      |
| Kampioen West-Duitsland | 5x | 1954, 1960, 1961, 1962, 1963                |
| DFB Hallen Pokal        | 1x | 1993                                        |
| Internationaal          |    |                                             |
| Trofeu Joan Gamper      | 2x | 1978, 1981                                  |

## Clubcultuur

### Tenue

#### Sponsoring
| Periode   | Kledingsponsor       | Shirtsponsor        |
| --------- | -------------------- | ------------------- |
| 1974-1977 | Le Coq Sportif       | "geen shirtsponsor" |
| 1977-1978 | Adidas               | "geen shirtsponsor" |
| 1978-1979 | Erima                | "geen shirtsponsor" |
| 1979-1982 | Adidas               | Pioneer             |
| 1982-1985 | Adidas               | Doppeldusch         |
| 1985-1987 | Puma                 | Daimon              |
| 1987-1991 | Puma                 | Samsung             |
| 1991-1993 | Puma                 | Citybank            |
| 1993-1994 | Puma                 | Pepsi               |
| 1994-1999 | Puma                 | Ford                |
| 1999-2002 | Puma                 | VPV                 |
| 2002-2003 | Sport Salter         | VPV                 |
| 2003-2005 | Sport Salter         | Funny frisch        |
| 2005-2007 | Adidas               | Gerling             |
| 2007-2008 | Adidas               | Rewe Group          |
| 2008-2012 | Reebok               | Rewe Group          |
| 2012-2018 | Erima                | Rewe Group          |
| 2018-2022 | Uhlsport             | Rewe Group          |
| 2022-2027 | Hummel International | Rewe Group          |

### Mascotte

#### Bok Hennes

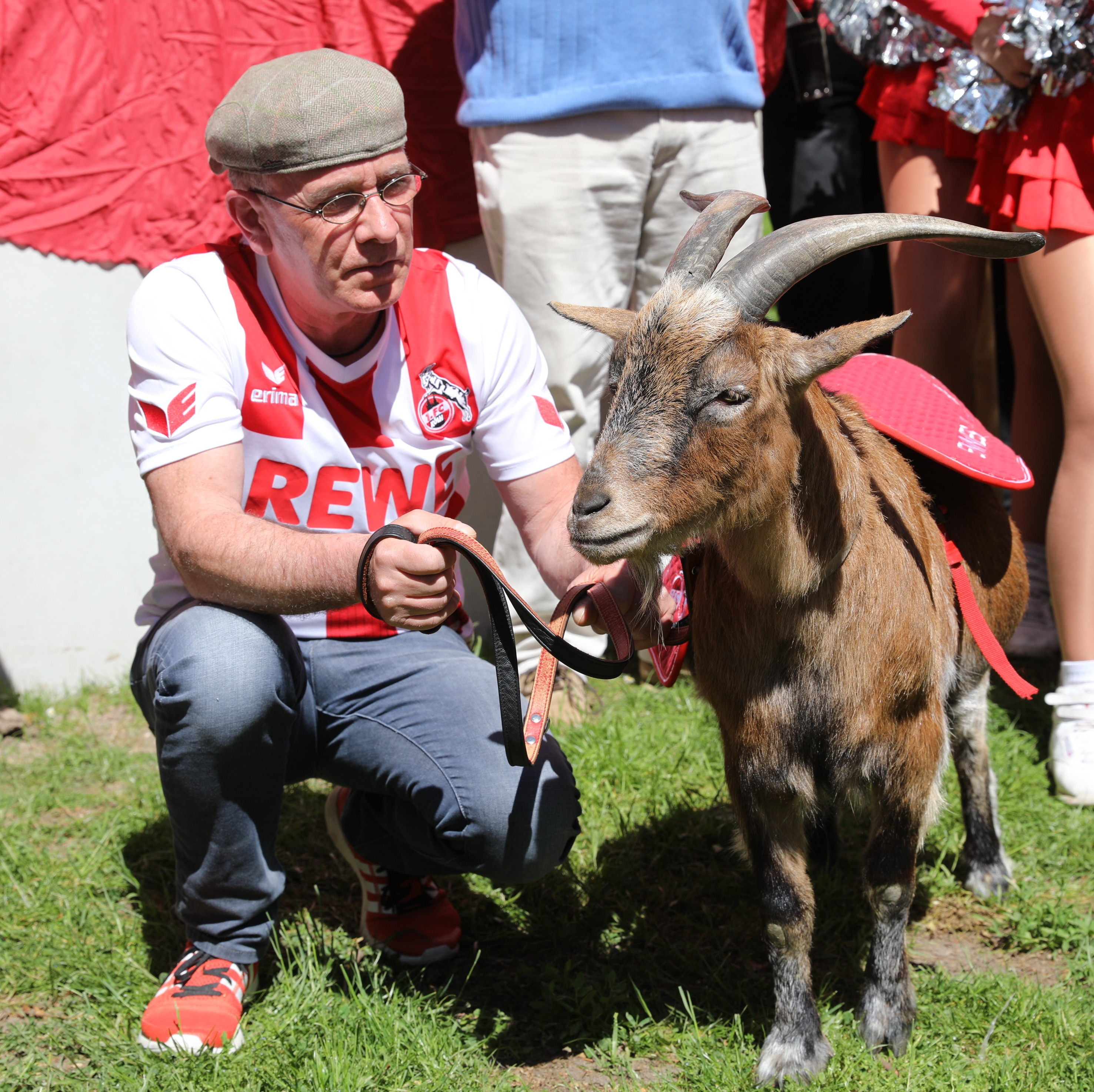
Hennes VIII, 2018

1. FC Köln heeft als een van de weinige voetbalclubs in Europa een levende mascotte: bok Hennes. Hij staat tijdens alle thuiswedstrijden in het stadion naast het veld en hij is ook onderdeel van het embleem van de club. Ook bij uitwedstrijden is hij aanwezig, alleen bij uitwedstrijden met grote afstand wordt er tevoren met de ander club een andere bok geregeld. Dit is om het dier lange reizen te besparen.
In 1951 werd tijdens een carnavalszitting door circusdirectrice Carola Williams als grap een jonge bok aan de toenmalige trainer Hennes Weisweiler gegeven. Het jonge dier was toen op podium zo gestrest dat hij op hetzelfde moment op de arm van trainer Hennes Weisweiler plaste.

Zo was de naam van het dier besloten: Hennes.

Na het overlijden van Hennes werd een nieuwe bok de officiële Geißbock aan de zijlijn van alle wedstrijden, genoemd Hennes II.

Inmiddels is, sinds 2018, Hennes IX de officiële mascotte van de club. Deze bok heeft een eigen pagina op Instagram met meer dan 15 000 volgers. Hennes IX werd in maart 2020 vader van de geitjes Marie en Luise. 

De bokken worden niet bijzonder gefokt en ze zijn geen familie van elkaar.

### Fans
FC Köln staat in Duitsland bekend om zijn grote en trouwe achterban. De harde kern bevindt zich in de Südkurve. De grootste ultragroepering is de Wilde Horde '96. Andere supportersverenigingen zijn de Coloniacs en de Gruppe Anti-Lev. De Keulse achterban staat bekend om zijn grote en spectaculaire pyroshows en choreo's. Tijdens het seizoen 2024/25 kreeg de club nog een boete opgelegd van maar liefst €316.400 na het afsteken van pyrotechnisch materiaal tijdens een DFB-Pokal wedstrijd tegen Hertha BSC.

### Rivalen en vrienden
FC Köln en Borussia Mönchengladbach zijn dé rivalen aan de Niederrhein. Beide teams leverden in het verleden duels om de macht "am Niederrhein". Toch dient FC Köln zijn meerdere te erkennen in zijn rivaal: van de 95 duels kon FC Köln er slechts 28 winnen en eindigden 19 duels in een gelijkspel, de rest werd gewonnen door Borussia Mönchengladbach. Daarnaast worden Bayer 04 Leverkusen en Fortuna Düsseldorf als rivalen aangezien, aangezien zij in dezelfde Rijnregio spelen als Köln. De fans hebben goede banden met FC St. Pauli, Liverpool FC en Paris Saint-Germain. De grootste fanfreundschaft hebben de supporters van FC Köln echter met Borussia Dortmund. 

### Clublied
Het officiële clublied van FC Köln is Mer stonn zo dir, FC Kölle. Het lied uit 1998 is gezongen in het Kölsch (het Keulse dialect) door de Höhner, een populaire Keulse band. De hymne wordt elke thuiswedstrijd net voor de aftrap gespeeld en uitbundig meegezongen door de fans.

## Stadion
1. FC Köln speelt zijn thuiswedstrijden in het RheinEnergieStadion met een capaciteit van iets meer dan 50.000 toeschouwers. De naam komt voort uit een contract met de lokale elektriciteitsleverancier RheinEnergie AG. De fans noemen het stadion nog steeds het Müngersdorfer Stadion. Zo heette het stadion voordat het werd vernoemd naar de sponsor. Müngersdorf is een wijk in Keulen.

## Eerste elftal

### Selectie
| Nr.           | Naam                | Nationaliteit         | Geb. datum | Sinds | Contract | Vorige club       |
| ------------- | ------------------- | --------------------- | ---------- | ----- | -------- | ----------------- |
| Doelmannen    |                     |                       |            |       |          |                   |
| 1             | Timo Horn           | Duitsland             | 12-05-1993 | 2011  | 2023     |                   |
| 20            | Marvin Schwäbe      | Duitsland             | 25-04-1995 | 2021  | 2024     | Brøndby           |
| 44            | Matthias Köbbing    | Duitsland             | 28-05-1997 | 2022  | 2023     |                   |
| Verdedigers   |                     |                       |            |       |          |                   |
| 2             | Benno Schmitz       | Duitsland             | 17-11-1994 | 2018  | 2024     | RB Leipzig        |
| 3             | Kristian Pedersen   | Denemarken            | 04-08-1994 | 2022  | 2024     | Birmingham City   |
| 4             | Timo Hübers         | Duitsland             | 20-07-1996 | 2021  | 2023     | Hannover 96       |
| 5             | Nikola Soldo        | Kroatië               | 25-01-2001 | 2022  | 2025     | Lokomotiva Zagreb |
| 14            | Jonas Hector        | Duitsland             | 27-05-1990 | 2012  | 2023     |                   |
| 15            | Luca Kilian         | Duitsland             | 01-09-1999 | 2022  | 2025     | Mainz 05          |
| 24            | Julian Chabot       | Duitsland             | 12-02-1998 | 2022  | huur     | Sampdoria         |
| 38            | Elias Bakatukanda   | Duitsland             | 13-04-2004 | 2021  | 2024     | Weiler-Volkhoven  |
| 46            | Rijad Smajic        | Bosnië en Herzegovina | 02-05-2004 | 2022  | 2025     | Fortuna Köln      |
| 48            | Georg Strauch       | Duitsland             | 30-03-2001 | 2020  | 2024     | Hennef            |
| Middenvelders |                     |                       |            |       |          |                   |
| 6             | Eric Martel         | Duitsland             | 29-04-2002 | 2022  | 2026     | RB Leipzig        |
| 7             | Dejan Ljubcic       | Oostenrijk            | 08-10-1997 | 2021  | 2025     | Rapid Wien        |
| 8             | Denis Huseinbašić   | Duitsland             | 03-07-2001 | 2022  | 2025     | Kickers Offenbach |
| 11            | Florian Kainz       | Oostenrijk            | 24-10-1992 | 2019  | 2024     | Werder Bremen     |
| 17            | Kingsley Schindler  | Duitsland             | 12-07-1993 | 2019  | 2023     | Hannover 96       |
| 19            | Dimitris Limnios    | Griekenland           | 27-05-1998 | 2020  | 2024     | PAOK Saloniki     |
| 28            | Ellyes Skhiri       | Tunesië               | 10-05-1995 | 2019  | 2023     | Montpellier       |
| 29            | Jan Thielmann       | Duitsland             | 26-05-2002 | 2020  | 2024     |                   |
| 37            | Linton Maina        | Duitsland             | 23-06-1999 | 2022  | 2025     | Hannover 96       |
| 45            | Joshua Schwirten    | Duitsland             | 07-01-2002 | 2021  | 2023     | TuS Immekeppel    |
| 47            | Mathias Olesen      | Luxemburg             | 21-03-2001 | 2022  | 2025     |                   |
| Aanvallers    |                     |                       |            |       |          |                   |
| 9             | Sebastian Andersson | Zweden                | 15-07-1991 | 2020  | 2023     | Union Berlin      |
| 13            | Mark Uth            | Duitsland             | 24-08-1991 | 2021  | 2023     | Schalke 04        |
| 21            | Steffen Tigges      | Duitsland             | 31-07-1998 | 2022  | 2026     | Borussia Dortmund |
| 23            | Sargis Adamyan      | Armenië               | 23-05-1993 | 2022  | 2026     | Hoffenheim        |
| 25            | Tim Lemperle        | Duitsland             | 05-02-2002 | 2020  | 2023     |                   |
| 27            | Davie Selke         | Duitsland             | 20-01-1995 | 2023  | 2024     | Hertha            |
| 33            | Florian Dietz       | Duitsland             | 03-08-1998 | 2022  | 2025     |                   |
| 43            | Maximilian Schmid   | Duitsland             | 05-03-2003 | 2022  | 2024     | Mainz 05          |
| 49            | Justin Diehl        | Duitsland             | 27-11-2004 | 2023  | 2024     | JFS               |

Laatste update: 06 februari 2023

### Staf
| Naam             | Nationaliteit | Functie           | Sinds | Contract | Vorige club    |
| ---------------- | ------------- | ----------------- | ----- | -------- | -------------- |
| Technische Staf  |               |                   |       |          |                |
| Steffen Baumgart | Duitsland     | Hoofdtrainer      | 2021  | 2024     | Paderborn      |
| Kevin McKenna    | Canada        | Assistent-trainer | 2021  |          | Kaiserslautern |
| André Pawlak     | Duitsland     | Assistent-trainer | 2019  | 2023     |                |
| René Wagner      | Duitsland     | Assistent-trainer | 2021  | 2024     | Paderborn      |
| Uwe Gospodarek   | Duitsland     | Keeperstrainer    | 2021  |          | Stuttgart      |

Laatste update: 13 augustus 2022

## Overige elftallen

### Tweede elftal
1. FC Köln heeft een tweede team dat uitkomt in de Regionalliga, de 4e hoogste voetbalklasse in Duitsland. De thuiswedstrijden worden gespeeld in het Franz-Kremer-Stadion (5.000 plaatsen), bij belangrijke wedstrijden wijkt men wel ook eens uit naar het grotere Keulse "Südstadion" (15.000 plaatsen). Het laatste is het thuisstadion van de bevriendde stadsgenoot SC Fortuna Köln.

### Vrouwenteam
1. FC Köln heeft ook een vrouwenvoetbal team dat in de 2. Bundesliga speelt sinds de fusie van de vrouwenafdeling van de club in 2009 met FFC Brauweiler-Pulheim. De bekendste speelster is Sonja Fuss (wereldkampioen 2003 en 2007). De thuiswedstrijden worden gespeeld in het Franz-Kremer-Stadion (5.000 plaatsen).

### U-19 team
Het U-19 team van FC Köln werd in het seizoen 2024/25 Duits landskampioen bij de U-19 door te winnen op het veld van de U-19 van Bayer Leverkusen met 4-5. Het was de tweede maal dat de U-19 Duits landskampioen werd.

### Diverse sporten
1. FC Köln heeft naast voetbal ook handbal-, tafeltennis-, en beachvolleybalteams. Het meest succesvolle daarvan is ongetwijfeld het beachvolleybalteam, dat zich op de wereldranglijst op de 6e plaats bevindt.

## Overzichtslijsten
| Niveau | Aantal | Periode (1947-2026)                                                                    |
| ------ | ------ | -------------------------------------------------------------------------------------- |
| I      | 67     | 1949-1998, 2000-2002, 2003-2004, 2005-2006, 2008-2012, 2014-2018, 2019-2024, 2025-...  |
| II     | 12     | 1947-1949, 1998-2000, 2002-2003, 2004-2005, 2006-2008, 2012-2014, 2018-2019, 2024-2025 |

### Eindklasseringen sinds 1964
- 1964 1e
Bundesliga
- 1965 2e
Bundesliga
- 1966 5e
Bundesliga
- 1967 7e
Bundesliga
- 1968 4e
Bundesliga
- 1969 14e
Bundesliga
- 1970 4e
Bundesliga
- 1971 11e
Bundesliga
- 1972 4e
Bundesliga
- 1973 2e
Bundesliga
- 1974 5e
Bundesliga
- 1975 5e
Bundesliga
- 1976 4e
Bundesliga
- 1977 5e
Bundesliga
- 1978 1e
Bundesliga
- 1979 6e
Bundesliga
- 1980 5e
Bundesliga
- 1981 8e
Bundesliga
- 1982 2e
Bundesliga
- 1983 5e
Bundesliga
- 1984 6e
Bundesliga
- 1985 3e
Bundesliga
- 1986 13e
Bundesliga
- 1987 10e
Bundesliga
- 1988 3e
Bundesliga
- 1989 2e
Bundesliga
- 1990 2e
Bundesliga
- 1991 7e
Bundesliga
- 1992 4e
Bundesliga
- 1993 12e
Bundesliga
- 1994 11e
Bundesliga
- 1995 10e
Bundesliga
- 1996 12e
Bundesliga
- 1997 10e
Bundesliga
- 1998 17e
Bundesliga
- 1999 10e
2. Bundesliga
- 2000 1e
2. Bundesliga
- 2001 10e
Bundesliga
- 2002 17e
Bundesliga
- 2003 2e
2. Bundesliga
- 2004 18e
Bundesliga
- 2005 1e
2. Bundesliga
- 2006 17e
Bundesliga
- 2007 9e
2. Bundesliga
- 2008 3e
2. Bundesliga
- 2009 12e
Bundesliga
- 2010 13e
Bundesliga
- 2011 10e
Bundesliga
- 2012 17e
Bundesliga
- 2013 5e
2. Bundesliga
- 2014 1e
2. Bundesliga
- 2015 12e
Bundesliga
- 2016 9e
Bundesliga
- 2017 5e
Bundesliga
- 2018 18e
Bundesliga
- 2019 1e
2. Bundesliga
- 2020 14e
Bundesliga
- 2021 16e
Bundesliga
- 2022 7e
Bundesliga
- 2023 11e
Bundesliga
- 2024 17e
Bundesliga
- 2025 1e
2. Bundesliga

- Niveau 1
- Niveau 2

| Legenda niveautijdlijn | Legenda niveautijdlijn      | Legenda niveautijdlijn      | Legenda niveautijdlijn      | Legenda niveautijdlijn    | Legenda niveautijdlijn |
| Liga                   | Seizoen 1963/64 t/m 1973/74 | Seizoen 1974/75 t/m 1993/94 | Seizoen 1994/95 t/m 2007/08 | Seizoen 2008/09 tot heden | Opmerking              |
| ---------------------- | --------------------------- | --------------------------- | --------------------------- | ------------------------- | ---------------------- |
| Bundesliga             | Niveau I                    | Niveau I                    | Niveau I                    | Niveau I                  |                        |
| 2. Bundesliga          | --                          | Niveau II                   | Niveau II                   | Niveau II                 |                        |
| 3. Liga                | --                          | --                          | --                          | Niveau III                |                        |
| Regionalliga           | Niveau II                   | --                          | Niveau III                  | Niveau IV                 |                        |
| Oberliga               | --                          | Niveau III *                | Niveau IV                   | Niveau V                  | * vanaf 1978/79        |

### Seizoensresultaten
| Seizoen | Niv. | Positie | Liga                   | Wedstr. | Winst | Gelijk | Verlies | Doelsaldo | Punten | Tsch.gem. | Topscorer                              | DFB-Pokal   | Opmerkingen                                               |
| ------- | ---- | ------- | ---------------------- | ------- | ----- | ------ | ------- | --------- | ------ | --------- | -------------------------------------- | ----------- | --------------------------------------------------------- |
| 1947/48 | II   | 1       | Rheinbezirksliga Gr. 1 | 24      |       |        |         | 68-33     | 36     |           |                                        | --          | Eindronde 0-1 > SV Rhenania Würselen 0-0 uit, 0-1 thuis.  |
| 1948/49 | II   | 1       | Rheinbezirksliga Gr. 2 | 26      |       |        |         | 114-31    | 49     |           |                                        | --          | Eindronde 5-1 > Bayer 04 Leverkusen 2-0 thuis, 3-1 uit.   |
| 1949/50 | I    | 5       | Oberliga West          | 30      | 16    | 5      | 9       | 61-39     | 37     | 13.767    | Hans Schäfer (17)                      | --          |                                                           |
| 1950/51 | I    | 4       | Oberliga West          | 30      | 17    | 4      | 9       | 60-31     | 38     | 16.600    | Willi Bars (13)                        | --          |                                                           |
| 1951/52 | I    | 5       | Oberliga West          | 30      | 13    | 7      | 10      | 57-40     | 33     | 18.933    | Hans Schäfer (15)                      | --          |                                                           |
| 1952/53 | I    | 2       | Oberliga West          | 30      | 19    | 5      | 6       | 86-42     | 43     | 22.567    | Hans Schäfer (26)                      | --          |                                                           |
| 1953/54 | I    | 1       | Oberliga West          | 30      | 17    | 7      | 6       | 83-43     | 41     | 21.267    | Hans Schäfer (26)                      | --          | 2e in groep 2 Duits kampioenschap                         |
| 1954/55 | I    | 7       | Oberliga West          | 30      | 13    | 3      | 14      | 60-55     | 29     | 15.000    | Walter Müller (14)                     | --          |                                                           |
| 1955/56 | I    | 7       | Oberliga West          | 30      | 13    | 6      | 11      | 59-48     | 32     | 17.600    | Hans Schäfer (14)                      | --          |                                                           |
| 1956/57 | I    | 3       | Oberliga West          | 30      | 14    | 11     | 5       | 67-50     | 39     | 18.500    | Hans Schäfer (17)                      | --          |                                                           |
| 1957/58 | I    | 2       | Oberliga West          | 30      | 18    | 4      | 8       | 74-45     | 40     | 18.467    | Hans Sturm (18)                        | --          | 4e in groep 1 Duits kampioenschap.                        |
| 1958/59 | I    | 2       | Oberliga West          | 30      | 13    | 13     | 4       | 60-35     | 39     | 19.147    | Hans Schäfer (13)                      | --          | 2e in groep 1 Duits kampioenschap.                        |
| 1959/60 | I    | 1       | Oberliga West          | 30      | 19    | 6      | 5       | 85-39     | 44     | 26.800    | Christian Müller (28)                  | --          | Finale Duits kampioenschap > Hamburger SV 2-3.            |
| 1960/61 | I    | 1       | Oberliga West          | 30      | 18    | 6      | 6       | 79-33     | 42     | 17.733    | Hans Schäfer (19)                      | 1/4 finale  | 3e in groep 2 Duits kampioenschap.                        |
| 1961/62 | I    | 1       | Oberliga West          | 30      | 20    | 4      | 6       | 89-40     | 44     | 18.533    | Karl-Heinz Thielen (22)                | 1/4 finale  | Duits kampioen Finale > 1. FC Nürnberg 4-0.               |
| 1962/63 | I    | 1       | Oberliga West          | 30      | 18    | 6      | 6       | 65-37     | 42     | 16.667    | Christian Müller (21)                  | --          | 2e in Duits kampioenschap Finale > Borussia Dortmund 1-3. |
| 1963/64 | I    |         | Bundesliga             | 30      | 17    | 11     | 2       | 78-40     | 45     | 31.904    | Karl-Heinz Thielen (16)                | 1/4 finale  |                                                           |
| 1964/65 | I    | 2       | Bundesliga             | 30      | 14    | 10     | 6       | 66-45     | 38     | 31.933    | Christian Müller (19)                  | 1e ronde    |                                                           |
| 1965/66 | I    | 5       | Bundesliga             | 34      | 19    | 6      | 9       | 74-41     | 44     | 27.176    | Hannes Löhr (18)                       | 1/8 finale  |                                                           |
| 1966/67 | I    | 7       | Bundesliga             | 34      | 14    | 9      | 11      | 48-48     | 37     | 25.176    | Hannes Löhr (13)                       | 1/8 finale  |                                                           |
| 1967/68 | I    | 4       | Bundesliga             | 34      | 17    | 4      | 13      | 68-52     | 38     | 23.176    | Hannes Löhr (27)                       | Winnaar     |                                                           |
| 1968/69 | I    | 14      | Bundesliga             | 34      | 13    | 6      | 15      | 47-56     | 32     | 24.882    | Carl-Heinz Rühl (14)                   | 1e ronde    |                                                           |
| 1969/70 | I    | 4       | Bundesliga             | 34      | 20    | 3      | 11      | 83-38     | 43     | 25.118    | Hannes Löhr (19)                       | Finale      |                                                           |
| 1970/71 | I    | 11      | Bundesliga             | 34      | 11    | 11     | 12      | 46-56     | 23     | 18.559    | Bernd Rupp (14)                        | Finale      |                                                           |
| 1971/72 | I    | 4       | Bundesliga             | 34      | 15    | 13     | 6       | 64-44     | 43     | 15.118    | Bernd Rupp (16)                        | 1/2 finale  |                                                           |
| 1972/73 | I    | 2       | Bundesliga             | 34      | 16    | 11     | 7       | 66-51     | 43     | 12.753    | Hannes Löhr (10)                       | Finale      |                                                           |
| 1973/74 | I    | 5       | Bundesliga             | 34      | 16    | 7      | 11      | 69-56     | 39     | 17.135    | Dieter Müller (17)                     | 1/4 finale  |                                                           |
| 1974/75 | I    | 5       | Bundesliga             | 34      | 17    | 7      | 10      | 77-51     | 41     | 18.500    | Dieter Müller (17)                     | 1/8 finale  |                                                           |
| 1975/76 | I    | 4       | Bundesliga             | 34      | 14    | 11     | 9       | 62-45     | 39     | 25.941    | Hannes Löhr (15)                       | 1/4 finale  |                                                           |
| 1976/77 | I    | 5       | Bundesliga             | 34      | 17    | 6      | 11      | 83-61     | 40     | 32.306    | Dieter Müller (34)                     | Winnaar     |                                                           |
| 1977/78 | I    |         | Bundesliga             | 34      | 22    | 4      | 8       | 86-41     | 48     | 35.235    | Dieter Müller (24)                     | Winnaar     |                                                           |
| 1978/79 | I    | 6       | Bundesliga             | 34      | 13    | 12     | 9       | 55-47     | 38     | 22.765    | Dieter Müller / Herbert Zimmermann (8) | 1/8 finale  |                                                           |
| 1979/80 | I    | 5       | Bundesliga             | 34      | 14    | 9      | 11      | 72-55     | 37     | 27.824    | Dieter Müller (21)                     | Finale      |                                                           |
| 1980/81 | I    | 8       | Bundesliga             | 34      | 12    | 10     | 12      | 54-55     | 34     | 19.765    | Dieter Müller (17)                     | 2e ronde    |                                                           |
| 1981/82 | I    | 2       | Bundesliga             | 34      | 18    | 9      | 7       | 72-38     | 45     | 25.147    | Pierre Litbarski / Tony Woodcock (15)  | 1e ronde    |                                                           |
| 1982/83 | I    | 5       | Bundesliga             | 34      | 17    | 9      | 8       | 69-42     | 43     | 17.971    | Pierre Litbarski (16)                  | Winnaar     |                                                           |
| 1983/84 | I    | 6       | Bundesliga             | 34      | 16    | 6      | 12      | 70-57     | 38     | 17.442    | Klaus Allofs (20)                      | 1/8 finale  |                                                           |
| 1984/85 | I    | 3       | Bundesliga             | 34      | 18    | 4      | 12      | 69-66     | 40     | 18.059    | Klaus Allofs (26)                      | 2e ronde    |                                                           |
| 1985/86 | I    | 13      | Bundesliga             | 34      | 9     | 11     | 14      | 46-59     | 29     | 13.615    | Klaus Allofs (20)                      | 2e ronde    | Finale UEFA Cup                                           |
| 1986/87 | I    | 10      | Bundesliga             | 34      | 13    | 9      | 12      | 50-53     | 35     | 16.588    | Klaus Allofs (14)                      | 1/8 finale  |                                                           |
| 1987/88 | I    | 3       | Bundesliga             | 34      | 18    | 12     | 4       | 57-28     | 48     | 22.412    | Flemming Povlsen (13)                  | 2e ronde    |                                                           |
| 1988/89 | I    | 2       | Bundesliga             | 34      | 18    | 9      | 7       | 58-30     | 45     | 20.941    | Flemming Povlsen (13)                  | 2e ronde    |                                                           |
| 1989/90 | I    | 2       | Bundesliga             | 34      | 17    | 9      | 8       | 54-44     | 43     | 22.294    | Falko Götz (11)                        | 1/8 finale  |                                                           |
| 1990/91 | I    | 7       | Bundesliga             | 34      | 13    | 11     | 10      | 50-43     | 37     | 21.235    | Maurice Banach (14)                    | Finale      |                                                           |
| 1991/92 | I    | 4       | Bundesliga             | 34      | 13    | 18     | 7       | 58-41     | 44     | 23.105    | Frank Ordenewitz (11)                  | 3e ronde    |                                                           |
| 1992/93 | I    | 12      | Bundesliga             | 34      | 12    | 4      | 18      | 41-51     | 28     | 29.824    | Frank Ordenewitz (9)                   | 2e ronde    |                                                           |
| 1993/94 | I    | 11      | Bundesliga             | 34      | 14    | 6      | 14      | 49-51     | 34     | 31.065    | Falko Götz (11)                        | 3e ronde    |                                                           |
| 1994/95 | I    | 10      | Bundesliga             | 34      | 11    | 10     | 13      | 54-54     | 32     | 31.765    | Toni Polster (17)                      | 1/2 finale  |                                                           |
| 1995/96 | I    | 12      | Bundesliga             | 34      | 9     | 13     | 12      | 33-35     | 40     | 32.882    | Toni Polster (11)                      | 1e ronde    |                                                           |
| 1996/97 | I    | 10      | Bundesliga             | 34      | 13    | 5      | 16      | 62-62     | 44     | 31.088    | Toni Polster (21)                      | 2e ronde    |                                                           |
| 1997/98 | I    | 17      | Bundesliga             | 34      | 10    | 6      | 18      | 49-64     | 36     | 29.824    | Toni Polster (13)                      | 1e ronde    |                                                           |
| 1998/99 | II   | 10      | 2. Bundesliga          | 34      | 12    | 9      | 13      | 46-53     | 45     | 14.488    | Dorinel Munteanu (7)                   | 1e ronde    |                                                           |
| 1999/00 | II   | 1       | 2. Bundesliga          | 34      | 19    | 8      | 7       | 68-39     | 65     | 28.853    | Dirk Lottner (14)                      | 1/8 finale  |                                                           |
| 2000/01 | I    | 10      | Bundesliga             | 34      | 12    | 10     | 12      | 59-52     | 46     | 34.339    | Dirk Lottner (11)                      | 1e ronde    |                                                           |
| 2001/02 | I    | 17      | Bundesliga             | 34      | 7     | 8      | 19      | 26-61     | 29     | 31.147    | Dirk Lottner (9)                       | 1/2 finale  |                                                           |
| 2002/03 | II   | 2       | 2. Bundesliga          | 34      | 18    | 11     | 5       | 63-45     | 65     | 26.459    | Matthias Scherz (18)                   | 1/4 finale  |                                                           |
| 2003/04 | I    | 18      | Bundesliga             | 34      | 6     | 5      | 23      | 32-57     | 23     | 40.058    | Matthias Scherz (18)                   | 1/8 finale  |                                                           |
| 2004/05 | II   | 1       | 2. Bundesliga          | 34      | 20    | 7      | 7       | 62-33     | 67     | 38.482    | Lukas Podolski (24)                    | 2e ronde    |                                                           |
| 2005/06 | I    | 17      | Bundesliga             | 34      | 7     | 9      | 18      | 49-71     | 30     | 48.942    | Lukas Podolski (12)                    | 1e ronde    |                                                           |
| 2006/07 | II   | 9       | 2. Bundesliga          | 34      | 12    | 10     | 12      | 49-50     | 46     | 42.194    | Patrick Helmes (14)                    | 1/8 finale  |                                                           |
| 2007/08 | II   | 3       | 2. Bundesliga          | 34      | 17    | 9      | 8       | 62-44     | 60     | 43.763    | Lukas Podolski (24)                    | 1e ronde    |                                                           |
| 2008/09 | I    | 12      | Bundesliga             | 34      | 11    | 6      | 17      | 35-50     | 39     | 49.316    | Milivoje Novakovič (16)                | 2e ronde    |                                                           |
| 2009/10 | I    | 13      | Bundesliga             | 34      | 9     | 11     | 14      | 33-42     | 38     | 48.942    | Milivoje Novakovič (6)                 | 1/4 finale  |                                                           |
| 2010/11 | I    | 10      | Bundesliga             | 34      | 13    | 5      | 16      | 47-62     | 44     | 47.782    | Milivoje Novakovič (17)                | 1/8 finale  |                                                           |
| 2011/12 | I    | 17      | Bundesliga             | 34      | 8     | 6      | 20      | 39-75     | 30     | 47.482    | Lukas Podolski (18)                    | 2e ronde    |                                                           |
| 2012/13 | II   | 5       | 2. Bundesliga          | 34      | 14    | 12     | 8       | 43-33     | 54     | 40.688    | Anthony Ujah (13)                      | 1/8 finale  |                                                           |
| 2013/14 | II   | 1       | 2. Bundesliga          | 34      | 19    | 11     | 4       | 53-20     | 68     | 46.235    | Patrick Helmes (12)                    | 1/8 finale  |                                                           |
| 2014/15 | I    | 12      | Bundesliga             | 34      | 9     | 13     | 12      | 34-40     | 40     | 48.329    | Anthony Ujah (10)                      | 1/8 finale  |                                                           |
| 2015/16 | I    | 9       | Bundesliga             | 34      | 10    | 13     | 11      | 38-42     | 43     | 48.676    | Anthony Modeste (15)                   | 2e ronde    |                                                           |
| 2016/17 | I    | 5       | Bundesliga             | 34      | 12    | 13     | 9       | 51-42     | 49     | 49.571    | Anthony Modeste (25)                   | 1/8 finale  |                                                           |
| 2017/18 | I    | 18      | Bundesliga             | 34      | 5     | 7      | 22      | 35-70     | 22     | 48.776    | Simon Terodde (7)                      | 1/8 finale  |                                                           |
| 2018/19 | II   | 1       | 2. Bundesliga          | 34      | 19    | 6      | 9       | 84-47     | 63     | 49.547    | Simon Terodde (29)                     | 2e ronde    |                                                           |
| 2019/20 | I    | 14      | Bundesliga             | 34      | 10    | 6      | 18      | 51-69     | 36     | 35.094    | Jhon Córdoba (13)                      | 2e ronde    |                                                           |
| 2020/21 | I    | 16      | Bundesliga             | 34      | 8     | 9      | 17      | 34-60     | 33     | --        | Ondrej Duda (7)                        | 8e finale   | Play-offs gewonnen tegen Holstein Kiel 0-1 thuis/5-1 uit  |
| 2021/22 | I    | 6       | Bundesliga             | 34      | 14    | 10     | 10      | 52-49     | 52     | 32.024    | Anthony Modeste (20)                   | 8e finale   |                                                           |
| 2022/23 | I    | 11      | Bundesliga             | 34      | 10    | 12     | 12      | 49-54     | 42     | 49.618    | Ellys Skhiri (7)                       | 1e ronde    |                                                           |
| 2023/24 | I    | 17      | Bundesliga             | 34      | 5     | 12     | 17      | 28-60     | 27     | 49.829    | Davie Selke (6)                        | 2e ronde    |                                                           |
| 2024/25 | II   | 1       | 2. Bundesliga          | 34      | 18    | 7      | 9       | 53-38     | 61     | 49.929    | Damion Downs & Tim Lemperle (10)       | kwartfinale |                                                           |

### Köln in Europa
FC Köln speelt sinds 1961 in diverse Europese competities. Hieronder staan de competities en in welke seizoenen de club deelnam:
- Europacup I (3x)

1962/63, 1964/65, 1978/79
- Europa League (1x)

2017/18
- Europacup II (3x)

1968/69, 1977/78, 1983/84
- UEFA Cup (14x)

1971/72, 1972/73, 1973/74, 1974/75, 1975/76, 1976/77, 1980/81, 1982/83, 1984/85, 1985/86, 1988/89, 1989/90, 1990/91, 1992/93
- Europa Conference League (1x)

2022/23
- Intertoto Cup (2x)

1995, 1997
- Jaarbeursstedenbeker (5x)

1961/62, 1963/64, 1965/66, 1967/68, 1970/71
Bijzonderheden Europese competities:
| Bijzonderheid                 | Datum      | Tegenstander | Uitslag | Plaats | Naam            | Aantal |
| ----------------------------- | ---------- | ------------ | ------- | ------ | --------------- | ------ |
| Hoogste overwinning           | 07-11-1972 | Viking FK    | 9-1     | Keulen |                 |        |
| Hoogste nederlaag             | 05-09-1962 | Dundee FC    | 1-8     | Dundee |                 |        |
| Speler met meeste wedstrijden | 06-05-1986 |              |         |        | Toni Schumacher | 68     |
| Speler met meeste doelpunten  | 22-04-1981 |              |         |        | Dieter Müller   | 31     |

UEFA Club Ranking: 102 (28-08-2023)

## Bekende (oud-)Geißböcke

### Spelers
- Deyverson
- Kingsley Ehizibue
- Yannick Gerhardt
- Thomas Hässler
- Jonas Hector
- Patrick Helmes
- Timo Horn
- Pierre Littbarski
- Hannes Löhr
- Maniche
- Anthony Modeste
- Christian Müller
- Dieter Müller
- Frans de Munck
- Milivoje Novakovič
- Petit
- Lukas Podolski
- Morten Olsen
- Wolfgang Overath
- Hans Schäfer
- Toni Schumacher
- Bernd Schuster
- Simon Terodde
- Mark Uth
- Birger Verstraete

#### Records
Top-5 meest gespeelde wedstrijden
| Nr. | Naam              | Land      | Positie      | Periode               | Aantal |
| --- | ----------------- | --------- | ------------ | --------------------- | ------ |
| 1.  | Toni Schumacher   | Duitsland | Doelman      | 1972-1987             | 542    |
| 1.  | Wolfgang Overath  | Duitsland | Middenvelder | 1963-1977             | 542    |
| 3.  | Pierre Littbarski | Duitsland | Aanvaller    | 1978-1986 / 1987-1993 | 504    |
| 3.  | Hannes Löhr†      | Duitsland | Aanvaller    | 1964-1978             | 504    |
| 5.  | Heinz Simmet†     | Duitsland | Middenvelder | 1967-1978             | 477    |

Top-5 doelpuntenmakers
| Nr. | Naam              | Land      | Periode               | Aantal |
| --- | ----------------- | --------- | --------------------- | ------ |
| 1.  | Hans Schäfer†     | Duitsland | 1948-1966             | 268    |
| 2.  | Hannes Löhr†      | Duitsland | 1967-1978             | 236    |
| 3.  | Dieter Müller     | Duitsland | 1973-1981             | 231    |
| 4.  | Christian Müller  | Duitsland | 1958-1966             | 168    |
| 5.  | Pierre Littbarski | Duitsland | 1978-1986 / 1987-1993 | 144    |

stand 20-05-2024

### Trainers
- Christoph Daum
- Friedhelm Funkel
- Hannes Löhr
- Rinus Michels
- Morten Olsen
- Bernd Schuster
- Huub Stevens
- Peter Stöger
- Hennes Weisweiler

## Trivia

### Muntworp vanRotterdam(1965)
De kwartfinale van de Europacup I in 1964/65 tussen de Duitse kampioen FC Keulen en de Engelse kampioen Liverpool FC werd op een erg bijzondere manier beslist.

Zowel de eerste wedstrijd thuis in Keulen als ook de tweede wedstrijd in Liverpool leverden beiden een 0-0 op.

Volgens het reglement van toen moest daarop een beslissende wedstrijd op een neutrale plaats gehouden worden. Dat werd de oude Kuip van Rotterdam op 24 maart 1965.

Na 90 minuten stond het 2-2 tussen Keulen en Liverpool en na 120 minuten ook.

Volgens het reglement van toen moest daarop een munt gegooid worden om te beslissen welke ploeg door zou gaan. De Belgische scheidsrechter Schaut gebruikte echter geen munt, maar een blokje hout waarvan de uiteinden rood en wit waren geverfd. Hij bepaalde zelf welke kleur de beide clubs vertegenwoordigde. Toen het blokje was gegooid, kon er geen winnaar worden aangewezen.

Daarop werd het opnieuw gegooid en het lot besliste dat Liverpool doorging naar de halve finale van de Europacup I 1964/65.

(Liverpool werd vervolgens in de halve finale uitgeschakeld door Internazionale.)

### Het kampioenschap van 1978
Op de laatste dag van het seizoen 1977/78 had Keulen evenveel punten als Borussia Mönchengladbach, maar Keulen had tien doelpunten meer op hun doelpuntensaldo dan Mönchengladbach.

Keulen speelde op die dag tegen het al gedegradeerde FC St. Pauli en Mönchengladbach speelde tegen Borussia Dortmund.
Keulen had dus eigenlijk slechts een simpele overwinning bij een al gedegradeerde club nodig, maar het verliep anders:

In de pauze stond het wel 0-2 voor Keulen in de Hamburgse wijk St. Pauli, maar Mönchengladbach stond na 45 minuten al 6-0 voor.
In de tweede helft steunden de supporters van St. Pauli luidkeels Keulen, vermoedelijk omdat het bij een stand van 6-0 in de pauze al duidelijk was dat de zege van Mönchengladbach niet op een eerlijke manier tot stand zou komen. Mönchengladbach won uiteindelijk met 12-0 van Dortmund, wat tot de dag vandaag de hoogste overwinning überhaupt is in de Duitse Bundesliga. Maar omdat Keulen intussen 5-0 had gescoord werd Keulen toch kampioen.